# Géza Grünwald
Géza Grünwald   (Budapest, 18 d'octubre de 1910 - Ucraïna, 16 de setembre de 1942) va ser un matemàtic jueu hongarès, víctima de l'holocaust.

## Vida i Obra
Grünwald era fill d'una família jueva humil, el seu pare era pintor de parets. Va assistir al mateix institut que Paul Erdős, amb qui va contraure una forta amistat. El pare d'Erdős, Lajos Erdős, que era professor d l'institut on estudiaven, va veure el seu potencial matemàtic i el va recolzar econòmicament en els seus estudis. No solament això, si no que el 1928, quan Grünwald va contraure una tuberculosi (malaltia mortal en aquella època), li va pagar l'estança d'un any en un sanatori especial per a tuberculosos. A més, el 1929 quan va fer l'examen d'accés a la universitat amb resultats no gaire bons per la malaltia patida, el va ajudar buscant-li una universitat que l'acceptés; el va recomanar a Alfred Haar i així va ingressar a la universitat de Szeged. El 1935 es va doctorar i es va especialitzar en teoria de l'aproximació. Aquest mateix any va publicar dos articles fonamentals en els que demostrava que la interpolació de Lagrange pot ser divergent, inclòs en condicions òptimes. Avui es coneix com teorema de Grunwald-Marcinkiewicz, per haver estat descobert simultània i independentment per ell i pel matemàtic polonès Józef Marcinkiewicz.
El 1937 va començar a treballar al laboratori de recerca de l'empresa Egyesült Izzó (avui una filial de General Electric) on va fer amistat amb el futur polític i ministre István Kossa. L'abril de 1942, durant la Segona Guerra Mundial, va ser mobilitzat per incorporar-se al 401è Batalló Especial de Treballadors, juntament amb Kossa i molts altres jueus o crítics amb el nazisme. No va sobreviure al viatge que el Batalló va fer en direcció al Don.
Malgrat la seva curta vida, que no va arribar als 32 anys, va publicar divuit articles científics sobre el tema d'interpolació i sumabilitat de sèries.